# 迈济耶尔 (加来海峡省)
迈济耶尔（法語：Maizières，法語發音：[mɛzjɛʁ] ⓘ）是法国上法蘭西大區加来海峡省的一个市镇，属于阿拉斯区。

## 地理
迈济耶尔（50°19'25"N, 2°26'52"E）面积6.86 平方千米，位于法国上法蘭西大區加来海峡省，该省份为法国北部沿海省份，西北濒北海，南至索姆省，东临北部省。
与迈济耶尔接壤的市镇（或旧市镇、城区）包括：阿韦尔端、昂布里讷、古伊昂泰尔努瓦、康什河畔马尼库尔、佩南、萨尔勒布瓦。

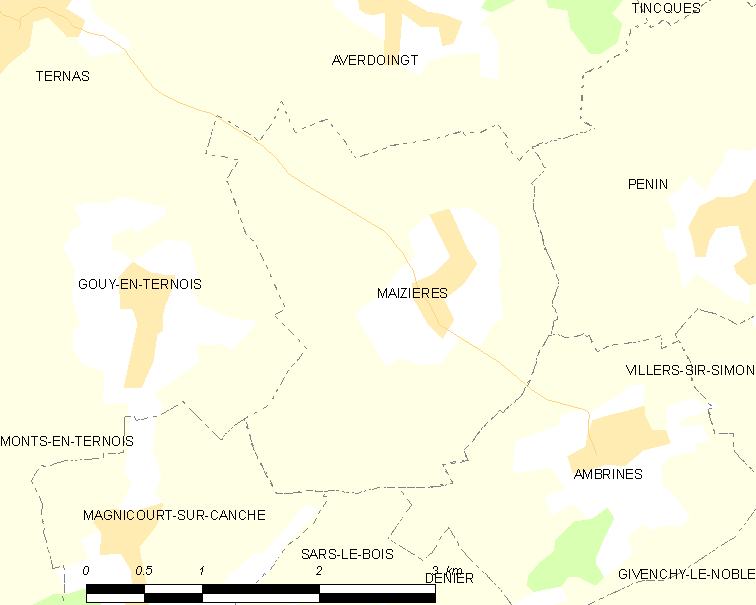
的OSM定位图

迈济耶尔的时区为UTC+01:00、UTC+02:00（夏令时）。

## 行政
迈济耶尔的邮政编码为62127，INSEE市镇编码为62542。

## 政治
迈济耶尔所属的省级选区为阿韦讷勒孔特县。

## 人口

1962-2008年间人口变化图示

迈济耶尔于2022年1月1日时的人口数量为204人。